# Clark Williams
Myron Clark Williams (* 2. Mai 1870 in Canandaigua, New York; † 18. Dezember 1946 in Greenwich, Connecticut) war ein US-amerikanischer Bankier und Politiker.

## Werdegang
Myron Clark Williams, Sohn von Abigail Clark, Tochter von Gouverneur von New York Myron H. Clark, und George N. Williams, einem Bankier, wurde 1870 im Ontario County geboren. Über seine Jugendjahre ist nicht viel bekannt. Er besuchte die Canandaigua Academy und graduierte 1892 am Williams College in Williamstown (Massachusetts), wo er ein Mitglied der Kappa Alpha Society war. Später diente er viele Jahre lang als Trustee an dem College. Nach seinem Abschluss wurde er Clerk in der First National Bank in New York City, dann in der New York Guarantee and Indemnity Company und später in der United States Mortgage and Trust Company, wo er Vizepräsident wurde. Am 29. April 1897 heiratete er Anna Murphy Plater in Nashville (Tennessee). Ein Porträt von ihnen, welches der in der Schweiz geborene US-amerikanische Maler Adolfo Müller-Ury erstellte, hängt heute im Williams College Faculty Club/Alumni Center, Williamstown.
1905 verließ er die United States Mortgage and Trust Company, um die Columbia Trust Company mitzugründen, von welcher er der Vizepräsident wurde. Am 23. Oktober 1907 ernannte ihn der Gouverneur von New York Charles E. Hughes zum Superintendent of Banks. Im November 1909 folgte die Ernennung zum New York State Comptroller, um die Vakanz zu füllen, die durch den Tod von Charles H. Gaus entstand. Er bekleidete den Posten bis Ende 1910. Danach wurde er der Präsident der Windsor Trust Company und dann der Industrial Finance Corporation.
Während des Ersten Weltkrieges diente er als Vertreter des Roten Kreuzes bei der 1st Infantry Division. Er war bei der Schlacht von Cantigny und dem Gefecht von Château-Thierry anwesend. Später bekleidete er den Posten als Field Director im Bureau of Army Field Service, zuständig für alle Rotkruezaktivitäten während des Argonnen-Feldzuges. Bei Ende des Krieges bekleidete er den Dienstgrad eines Majors. 1922 wurde ihm ein Conspicuous Service Cross für seine Dienste verliehen.
Mary Clark Thompson war seine Tante.